# 체제 전복
체제 전복(體制 顚覆) 은 현존 국가 등을 포함하는 권력 구조 (체제)을 뒤집거나 뿌리뽑는 것을 일컫는다. 이는 일반적으로 법의 테두리를 벗어나는 반란 행위를 통하여 발현된다.
체제 전복 활동은 물리력과 폭력을 동원해 현존 체제를 뒤집으려는 개인, 무리 또는 조직을 지지하거나 참여하는 것을 뜻한다. 국가의 이익에 반(反)하나 반역, 사보타주, 간첩 활동등에 사전적인 정의로 해당하지 않는 활동은 일반적으로 체제 전복 활동으로 분류된다.
포스트모더니즘과 후기 구조주의적 전통 (특히 페미니스트 지식인들)의 지식인들은 체제 전복의 정의를 대폭 넓히려 한다. 이들의 관점에 의하면 체제를 전복해야 할 것이 아니라 지배적인 문화적 조류, 예를 들어 가부장제, 개인주의와 과학적 합리주의 등이 전복의 대상이 된다. 이러한 접근법은 안토니오 그람시에게서 그 이론적 기원을 찾을 수 있다. 그람시는 어느 사회에서든지 공산주의 혁명이 성공하려면 그 사회에 존재하는 문화적 헤게모니를 약화시켜야 한다고 주장했다.

## 같이 보기
- 심리전
- 혁명
- 소요죄